# NGC 293
NGC 293 es una galaxia espiral barrada (SBb) localizada en la dirección de la constelación de Cetus. Posee una declinación de -07° 14' 08" y una ascensión recta de 0 horas, 54 minutos y 16,0 segundos.
La galaxia NGC 293 fue descubierta en 27 de septiembre de 1864 por Albert Marth.